# Polta
La Polta (in russo Полта?) è un fiume della Russia europea settentrionale, affluente di sinistra del Kuloj. Scorre nell'Oblast' di Arcangelo, nel rajon Pinežskij.

## Descrizione
Il fiume ha origine dal lago Poltozero sull'altopiano del Mar Bianco e del Kuloj. Scorre dapprima in direzione meridionale poi orientale e sfocia nel Kuloj a 206 km dalla foce, presso l'insediamento di Kuloj. Ha una lunghezza di 168 km, il suo bacino è di 1 700 km².
Il fiume non incontra alcun insediamento urbano di qualche rilievo in tutto il suo corso. Le acque del fiume sono gelate in superficie per lunghi periodi ogni anno, mediamente da novembre a maggio analogamente a tutti i corsi d'acqua della zona.